# SD Gundam Gaiden: Lacroan' Heroes
SD Gundam Gaiden: Lacroan' Heroes (SDガンダム外伝 ラクロアンヒーローズ, SD Gundam Gaiden: Rakuroan Heroes) est un jeu vidéo de rôle développé et édité par Bandai en juin 1990 sur Game Boy. C'est une adaptation en jeu vidéo de la série basée sur l'anime Mobile Suit Gundam et notamment Super Deformed Gundam.

## Accueil
- Famitsu : 28/40[2]